# R.O.B.
R.O.B. (abreviatura de Robotic Operating Buddy) é um acessório para o Nintendo Entertainment System. Foi lançado em julho de 1985 no Japão e em outubro do mesmo ano na América do Norte. Ele teve uma vida útil curta, com suporte para apenas dois jogos que compõem a série Robot Series: Gyromite e Stack Up. Foi lançado com a intenção de retratar o Nintendo Entertainment System como um novo brinquedo, a fim de aliviar os medos de varejo após o crash norte-americano do videogame de 1983.
Era um robô que servia de jogador 2 em alguns jogos, mas foi um fracasso, já que era mais fácil usar o outro controle, ou seja, um jogador com dois controles. O R.O.B. vinha com peões que giravam para auxiliar no jogo. Também aparece nos jogos Mario Kart DS; Super Smash Bros. Brawl; Super Smash Bros. para Nintendo 3DS e Wii U; e Super Smash Bros. Ultimate.